# Marco Rottig
Marco Rottig (* 1987 in Konstanz) ist ein deutscher Filmeditor.

## Leben
Marco Rottig wurde 1987 in Konstanz geboren und wuchs dort auf. 2012 schloss er seine Ausbildung zum Mediengestalter für Bild und Ton ab. Im Anschluss studierte er bis 2018 Montage/Schnitt an der Filmakademie Baden-Württemberg. Seitdem arbeitet er als freier Filmeditor und lebt in Berlin.
Ab 2014 war er der Editor der meisten Filme von Constantin Hatz. Verschiedene Filme, an denen Marco Rottig mitwirkte, wurden mit Auszeichnungen geehrt: Der Dokumentarfilm Helikopter – Hausarrest gewann 2015 den Deutschen Kurzfilmpreis, der Spielfilm Fuge wurde im selben Jahr mit dem Förderpreis Neues Deutsches Kino ausgezeichnet. Schwimmen erhielt 2018 den Hofer Goldpreis und Stille Post gewann 2021 Publikumspreise bei gleich zwei Festivals – dem Internationalen Filmfestival Thessaloniki und dem Tallinn Black Nights Film Festival. Der Kinospielfilm Gewalten feierte 2022 seine Premiere bei den Internationalen Filmfestspielen Berlin in der Sektion „Perspektive Deutsches Kino“.
2023 nahm Marco Rottig an den Berlinale Talents im Rahmen der Internationalen Filmfestspiele Berlin teil.

## Filmografie (Auswahl)
- 2014: Helikopter – Hausarrest (Dokumentarfilm)
- 2015: Fuge
- 2017: Brut
- 2018: Schwimmen
- 2018: Stammtisch (Dokumentarfilm)
- 2020: Die Gewichtheberin (Dokumentarfilm)
- 2020: Fellwechselzeit
- 2021: Stille Post
- 2022: Gewalten
- 2022: Störung
- 2023: Crime Scene Berlin: Nightlife Killer (Serie)
- 2024: Die Spaltung der Welt (sechsteiliges Dokudrama)